# 金洲駅
金洲駅（きんしゅう-えき）は、中華人民共和国広東省広州市南沙区に位置する広州地下鉄4号線の駅。

## 駅構造
- 島式ホーム1面2線の高架駅。

## 歴史
- 2007年6月28日 - 開業。

## 隣の駅
■広州地下鉄4号線
蕉門駅 - 金洲駅 - 飛沙角駅